# Derive (szoftver)
A Derive egy komputeralgebrai rendszer, melyet a muMATH utódjaként a Soft Warehouse Honoluluban dolgozott ki, ma a Texas Instruments tulajdona. A Derive-ot muLISP nyelven írta a Soft Warehouse. Az első kiadása 1988-ban volt. 2007. június 29-étől nem fejlesztették tovább (inkább a TI-Nspire grafikus számológép termékvonalra helyezték a hangsúlyt). Az utolsó és egyben legvégső verziója a Derive 6.1 for MS-Windows.
Mivel a Derive jelentősen kisebb memória igényű volt a maga kategóriájában a többiekhez képest, kiválóan futtatható volt régebbi és kisebb számítógépeken is. Csak Windows és DOS platformokon működött, valamint TI zsebkalkulátorokban.